# Sara Holmgren
Sara Josefina Holmgren (* 29. März 1979 in Hörby, Schweden) ist eine ehemalige schwedische Handballspielerin. Sie gehört seit September 2014 dem Vorstand vom Svenska Handbollförbundet an.
Die 1,81 m große Kreisspielerin begann mit 10 Jahren das Handballspielen in ihrem Heimatort bei IK Lågan. Beim Team Skåne gab sie mit 18 Jahren ihr Debüt in der höchsten schwedischen Spielklasse. Im Jahr 2001 wechselte Holmgren zum dänischen Verein Horsens HK, mit dem sie 2004 den dänischen Pokal gewann. Ab der Saison 2005/06 lief die Rechtshänderin für den Ligarivalen FCK Håndbold auf. Ab 2008 stand Holmgren im Kader des deutschen Bundesligisten HC Leipzig, mit dem sie 2009 und 2010 die Meisterschaft gewann.
Bisher bestritt Holmgren für die schwedische Auswahl 135 Länderspiele, in denen sie 180 Tore erzielte. Mit dem „Drei-Kronen-Team“ nahm sie an den Olympischen Spielen 2008 in Peking teil. Sie gehört zum Aufgebot ihres nationalen Verbandes bei der Weltmeisterschaft 2009 in China.